# 哈德利 (紐約州普查規定居民點)
哈德利（英語：Hadley）是位於美國紐約州薩拉托加縣的普查規定居民點。

## 人口
根據2020年美國人口普查的數據，哈德利的面積為4.31平方千米，當中陸地面積為3.77平方千米，而水域面積為0.54平方千米。當地共有人口1124人，而人口密度為每平方千米260.79人。